# Герб Тужинского района
Герб муниципального образования «Тужинский район» — опознавательно-правовой знак, составленный и употребляемый в соответствии с правилами геральдики, служащий символом муниципального района «Тужинский район» Кировской области Российской Федерации.

## Описание герба
Описание герба:
В золотом поле с пониженной лазоревой выпуклой оконечностью и зелёным правым краем, закруглённым внизу (подобным собранной внизу занавеси) червлёный бобр вправо, опирающийся на рукояти чёрного плуга с серебряным лезвием.

## Обоснование символики
Обоснование символики:
Герб языком символов и аллегорий передает природные, исторические и экономические особенности района.
Людям, осваивавшим земли, составляющие территорию современного Тужинского района, приходилось отвоёвывать жизненное пространство у тайги: валить лес, чтобы строить дома, раскорчёвывать его под поля. Этот нелёгкий труд был возможен только сообща, общиной. Процесс освоения территории, когда земля для жизни и земледелия отвоёвывалась у природы, на разделе лесов и водной стихии символически передано в гербе фигурой бобра с чёрным плугом, как бы рассекающим пространство щита. Бобр широко распространен на территории района, символизирует трудолюбие, созидание, а также коллективизм — известно, что бобры нередко живут колониями.
Золотой цвет поля символизирует пашню и сельскохозяйственную направленность района в целом, а также богатство, благородство и справедливость.
Лазоревый (синий, голубой) цвет обозначает реку Пижму с заболоченными местностями, а также является символом упорства, бдительности, любви к родине.
Зелёный цвет символизирует леса, а также деятельность жителей, связанную с лесозаготовкой и деревопереработкой, кроме того в геральдике зелёный цвет — символ изобилия, свободы и стремления к победе.
Червлёный (красный) цвет олицетворяет силу, мужество и доблесть, чёрный — честь, мудрость и преданность, серебро — согласие, милосердие и человеколюбие.

## История создания
- 3 июня 2009 — герб района утверждён решением Тужинской районной Думы. Авторскую группу по его разработке составили: Денис Бельский (Киров), Евгений Вершинин (Тужа), Евгений Дрогов (Киров)[2].

- Герб Тужинского района включён в Государственный геральдический регистр Российской Федерации под № 5034[1].